# Mellicta dioszeghyi
Mellicta dioszeghyi är en fjärilsart som beskrevs av Issekutz och Kovács 1954. Mellicta dioszeghyi ingår i släktet Mellicta och familjen praktfjärilar. Inga underarter finns listade i Catalogue of Life.